# 橋本雅博
橋本 雅博（はしもと まさひろ、1956年2月21日 - ）は、日本の経営者。住友生命保険取締役会長兼代表執行役。兵庫県宝塚市出身。

## 経歴
関西学院中等部、兵庫県立神戸高等学校を経て、1979年に東京大学経済学部を卒業し、住友生命保険に入社。
2007年7月に常務に就任し、2012年に専務に昇格し、2014年4月に社長に就任し、2021年4月会長に就任した。
2017年から1年間生命保険協会会長を務めた。
演出家の野田秀樹とは大学で同学年で、後に劇団『夢の遊民社』となる前身の「東京大学演劇研究会」に参加し、
野田秀樹や他の学生と共に『夢の遊民社』を設立、発足メンバーとなる。